# The Rapture Tour
The Rapture Tour es la quinta gira musical de la cantautor estadounidense Eminem, con el fin de promover su octavo álbum de estudio, The Marshall Mathers LP 2. La gira fue anunciada en octubre de 2013 dando conocer las primeras fechas en Australia y Nueva Zelanda y comenzó oficialmente el 15 de agosto de 2013 en Hasselt, Bélgica.

## Mangas
- Manga 1: Europa (6 presentaciones)
- Manga 2: Oceanía (4 presentaciones)
- Manga 3: África (2 presentaciones)

## Lista de canciones
| Lista Original de canciones           |
| ------------------------------------- |
| \| Muy Proto \| \| --------- \| \| \| |
| Muy Proto                             |
|                                       |

## Fechas de la gira
| Fecha                 | Ciudad          | País          | Lugar              |
| --------------------- | --------------- | ------------- | ------------------ |
| Europa                |                 |               |                    |
| 15 de agosto de 2013  | Hasselt         | Bélgica       | Pukkelpop Festival |
| 17 de agosto de 2013  | Slane           | Irlanda       | Castillo de Slane  |
| 20 de agosto de 2013  | Glasgow         | Escocia       | Bellahouston Park  |
| 22 de agosto de 2013  | Saint-Denis     | Francia       | Stade de France    |
| 24 de agosto de 2013  | Leeds           | Reino Unido   | Leeds Festival     |
| 25 de agosto de 2013  | Reading         | Reino Unido   | Reading Festival   |
| Oceanía               |                 |               |                    |
| 15 de febrero de 2014 | Auckland        | Nueva Zelanda | Western Springs    |
| 19 de febrero de 2014 | Melbourne       | Australia     | Etihad Stadium     |
| 20 de febrero de 2014 | Brisbane        | Australia     | Suncorp Stadium    |
| 22 de febrero de 2014 | Sídney          | Australia     | ANZ Stadium        |
| África                |                 |               |                    |
| 26 de febrero de 2014 | Ciudad del Cabo | Sudáfrica     | Cape Town Stadium  |
| 1 de marzo de 2014    | Johannesburgo   | Sudáfrica     | Ellis Park Stadium |